# 二十歳の約束 (アルバム)
『二十歳の約束』（はたちのやくそく）は、小室哲哉が1992年にリリースしたフジテレビ系列ドラマ『二十歳の約束』のサウンドトラック。

## 解説
- 「Hit Factory」・観月ありさ等に手がける楽曲と同時進行で小室・久保こーじ・日向大介による制作ユニット「T.C.D Hits」により制作された[1]。
- オファーを受けた切っ掛けはこれまで仕事仲間として付き合っていた坂元裕二の演出・映像の色・台詞回し等がだいたい見えていたため[1]。
- テレビでは聞こえないような音にまで拘るため、ロサンゼルスでマスタリングが行われた[1]。
- スポンサーからの要求は「歌の付けられないメロディ」「11回分の放送で覚えてもらいつつ、飽きないメロディ」と注文され、小室の頭の中で「作品のテーマ」「若者の疾走感や勢い」「主人公のキャラクター」をメロディのメインコンセプトにしたら、5時間経たずにとんとん拍子で出来上がった。その際、コンサートでの演奏できるかどうかは全く意識していなかった[2]。
- 全体のコンセプトは「ソロアルバムとしても聴ける作品」「じっくり聴くより、寝る時・目覚めた時・ドライブ時に聴いてほしい」「自分のメロディより音色を前面に出し、音色を気に入ってもらう様にする。それにより、自分を知らない人にも良く思ってくれたら」[1]「インストゥルメンタルの楽曲自体を聴きなれていない人にも耳を傾けてもらうために、安っぽく聞こえやすいシンセサイザーはあまり使わず、耳の慣れやすい生音をフィーチャーした」[2]と話している。
- 「Pure (Hyper Mix)」は、アルバム発売と同日にシングルとして発売され（カップリングはYūki's Song）、小室のシングルとしては初めて歌詞がないシングルとなった。

## 収録曲
| 全作曲: 小室哲哉、全編曲: T.C.D Hits。 |                           |       |            |      |
| #                                      | タイトル                  | 作詞  | 作曲・編曲 | 時間 |
| 1.                                     | 「Pure (Hyper Mix)」      |       | 小室哲哉   | 3:31 |
| 2.                                     | 「Yūki's Song」           |       | 小室哲哉   | 4:53 |
| 3.                                     | 「City Stream」           |       | 小室哲哉   | 3:46 |
| 4.                                     | 「Far & Away」            |       | 小室哲哉   | 5:57 |
| 5.                                     | 「Pure (Strings Mix)」    |       | 小室哲哉   | 4:40 |
| 6.                                     | 「Straight To The Heart」 |       | 小室哲哉   | 4:58 |
| 7.                                     | 「Innocent Eyes」         |       | 小室哲哉   | 7:40 |
| 8.                                     | 「Tears In The Rain」     |       | 小室哲哉   | 6:28 |
| 9.                                     | 「Pure」                  |       | 小室哲哉   | 5:19 |
| 10.                                    | 「Overture」              |       | 小室哲哉   | 3:53 |
| 合計時間:                              | 合計時間:                 | 51:05 |            |      |

## クレジット

### レコーディングメンバー
- 小室哲哉 : Piano, Synthesizer, Synclavier
- 久保こーじ : Additional Synthesizer
- 日向大介 : Additional Synclavier
- 三宅一徳 : Strings Arrangement
- 鳥山雄司 : Guitar, Guitar Synthesizer
- 本田雅人 : Sax
- Ricardo Silvara : Guitar
- Jonathan Moffett : Drums
- Jimy Haslip : Bass
- 美久月千晴 : Bass
- Rafael Padilla : Percussion

T.C.D.Hits Strings
- Concert Master & Violin : 戸松智美
- Violin : いちじゅうひろこ, 桑田穣, 小池めぐみ, ねずのりこ, 深谷まり, 山本のりこ
- Viola : ながいじゅんこ, 間瀬容子, 矢浪礼子
- Cello : 高麗正史, 山崎泉
- Contra Bass : 廣嶋嘉人

### スタッフ
- Synclavier Supervisor : Mitch Macurier
- Synclavier Operateded : 高橋拓也
- Assisted : 村上章久
- Orchestra Co-ordination : おかたにはるお
- Recorded, Mixed : 日向大介
- Mastered : Steve Marcussen
- Executive Produced : 小坂洋二
- A&R : 山口三平, 松田芳明, 大竹健
- Artist Promotion : 湯川宏一, 福田良昭
- Art Direction, Design : 高橋伸明
- Photography : 大川直人
- Design : よしだとしき